# Río Ameca
Der Río Ameca ist ein Fluss im Westen von Mexiko und etwa 230 km lang. Er entspringt bei Bosque de la Primavera, 23 km westlich von Guadalajara. Zunächst führt sein Verlauf in Richtung Westen durch die gleichnamige Stadt Ameca. Auf dem Weg zur Mündung bildet er einige Kilometer die Grenze zwischen den zwei mexikanischen Bundesstaaten Jalisco und Nayarit. Schließlich mündet er in der Nähe von Puerto Vallarta in den Pazifischen Ozean. Der Ameca ist auch die Heimat der Ameca-Kärpflinge.

## Wasserqualität
Gemäß einer Studie der Universität Guadalajara ist das Wasser der Presa de la Vega, die zum Teil Rio Ameca speist, aufgrund hohen Salz- und Natriumcarbonat-Gehalts nicht für die Bewässerung geeignet.
Die Wasserverschmutzung des Rio Ameca hat verschiedene Ursachen:
- Ungeklärtes Wasser aus den Besiedlungen Tala, San Martín Hidalgo und Ameca
- Rücklauf von landwirtschaftlich genutztem Wasser
- Abwasser der Zucker-Raffinerien von Tala, Teuchitlán und Ameca
- Der Zufluss des Rio Mascota, der durch chemische Substanzen von Minen belastet ist.[2]

Im Rahmen des Projekts Fluss dein Raum (Rio tu Espacio) verschönert die Stadt Ameca den Uferstreifen und unternimmt Anstrengungen, die Wasserqualität des Flusses zu erhöhen.
80 % der Gewässer im Bundesstaat Jalisco weisen eine hohe Wasserverschmutzung auf.